# All I Wanna Do (canción de Keizo Nakanishi)
«All I Wanna Do» (en español: «Todo lo que Quiero Hacer») es un sencillo de 1997 del álbum Spinning del cantante japonés Keizo Nakanishi. La canción fue compuesta por Morry Stearns y presenta la colaboración de Christina Aguilera.

## Formatos
Sencillo en CD [Japan Imported]
- 1. «What I Do For Love» - Keizo Nakanishi & Peabo Bryson
  2. «What I Do For Love» (Japanese Version)
  3. «All I Wanna Do» - Keizo Nakanishi & Christina Aguilera
  4. «All I Wanna Do» (SLAMBAM Remix)
  5. «What I Do For Love» (Instrumental)
  6. «All I Wanna Do» (Instrumental)